# Neon Studios
Die Neon Studios (eigentlich Neon Software GmbH) waren ein deutsches Entwicklerstudio für Videospiele.

## Unternehmensgeschichte

### Anfänge
Die Neon Studios wurden 1993 von Antony Christoulakis, Boris Triebel, Jan Jöckel, Michael Büttner und dem ehemaligen Kaiko-Gründungsmitglied Peter Thierolf gegründet. Etwas später wurde dann noch Matthias Wiederwach in den Gesellschafterkreis aufgenommen.
Nach einer Reihe von Auftragsarbeiten für Werbespiele wurde mit der Entwicklung eines Jump-’n’-run-Titels für den Amiga namens Timet – the flying squirrel begonnen. Neon beauftragte den Journalisten Hans Ippisch, den Titel auf der Branchen-Messe ECTS in London verschiedenen Publishern vorzustellen. Nach der ECTS gab es mehrere Angebote, doch nur der britische Publisher Ocean Software versprach dem Studios auch die gewünschte Entwicklung einer Version für eine Spielkonsole, da Neon sich als Konsolenentwickler etablieren wollte. Zu jener Zeit versuchte Ocean gerade Mr. Nutz als Maskottchen zu etablieren und entwickelte bereits ein dazugehöriges SNES-Spiel. So einigte man sich. Das Timet-Spielersprite wurde gegen Mr. Nutz ausgetauscht und Neons erstes Spiel gelangte 1994 als Mr. Nutz – Hoppin' Mad in den Handel. Parallel entstand die Mega-Drive-Version, die jedoch nie veröffentlicht wurde. Grafikroutinen aus Neons Mr. Nutz wurden auch im bereits 1993 erschienenen Turrican 3 verwendet.
Ocean und Neon vereinbarten anschließend eine exklusive Zusammenarbeit über vier Titel, die jeweils für mehrere Plattformen erscheinen sollten. Das erste Projekt war die Entwicklung von Vanished Powers, einem Rollenspiel für PC und PlayStation, für das die Grafik auf SGI-Maschinen mit Alias PowerAnimator vorgerendert wurde. Das Spiel wurde später eingestellt. Auf der PlayStation wurde mit der Entwicklung eines Actiontitels begonnen, der aus mehreren Actionsequenzen bestehen sollte. Zunächst entstand eine futuristische Rennsequenz in unterirdischen Tunneln, aus der später Tunnel B1 hervorgehen sollte. Das „B“ im Titel ging dabei auf die abstrakte Bezeichnung Spiel-B aus dem Vertrag mit Ocean zurück. Zeitgleich entstand eine Hubschraubersequenz in einer eindrucksvollen Kameraperspektive von oben, aus der dann später Viper als eigenständiges Produkt hervorgehen sollte.
Tunnel B1 erschien 1996 für DOS, Windows, PlayStation und Sega Saturn in Europa, USA und Japan und erhielt durchweg positives Feedback für die damals herausragende Optik (Edge vergab beispielsweise 8/10 Punkten). Kurz nach der Veröffentlichung von Tunnel B1 geriet Ocean allerdings in finanzielle Schwierigkeiten und wurde infolgedessen von Infogrames aufgekauft. Ocean blieb eine Reihe von Zahlungen schuldig und Neon war daraufhin gezwungen, die meisten der ehemals über 20 Mitarbeiter zu entlassen. Michael Büttner und Matthias Wiederwach verließen zusammen mit einigen ehemaligen Mitarbeiten die Firma im Streit mit den anderen vier Gesellschaftern und entwickelten im Folgenden im Auftrag von Ocean den bereits in Entwicklung befindlichen Titel Viper unter dem Label X-Ample fertig.
Neon entwickelte im Folgenden erst eine Reihe von Budget-Titeln und entschied sich schließlich, für den Nintendo Game Boy zu entwickeln. In den folgenden Jahren produzierten sie eine Vielzahl von lizenzbasierenden Produkten für den Game Boy Color, darunter Janosch, Die Maus, Tabaluga, Pumuckl, Armorines, Ottifanten usw. Diese neue Strategie erwies sich als finanziell erfolgreich, und während das Team wuchs, wurden gleichzeitig Engines und Software-Werkzeuge für Vollpreis-Spiele entwickelt.

### Übernahme durch JoWood
2000 verkauften die Gesellschafter das Unternehmen an JoWooD aus Österreich, die kurz zuvor in Wien an die Börse gegangen waren und neben Neon auch die Entwicklungsstudios Wings Simulations und Massive Development gekauft hatten. 2003 verließ Boris Triebel, einer der beiden damaligen Geschäftsführer und Studioleiter, das Unternehmen und gründete zusammen mit Matthias Schindler einen neuen Entwickler und Outsourcing-Partner in Darmstadt, die ZEAL GmbH.
Als Tochtergesellschaft von JoWooD entwickelte Neon Ottifanten, Happy Hippos, Santa Claus Jr. für den Game Boy Color, Santa Claus Jr. Advance für den Game Boy Advance sowie vor allem das Action-Adventure Legend of Kay für die PlayStation 2 – neben den RTL-Wintersportspielen eine der wenigen deutschen Originalentwicklungen für eine Konsole der sechsten Generation. Legend of Kay wurde 2005 in Europa, USA und Japan veröffentlicht.
2005 geriet JoWood in nachhaltige wirtschaftliche Schwierigkeiten und gab alle seine Entwicklerstudios auf. Neon Software wurde im Herbst geschlossen und alle Mitarbeiter entlassen. Ehemalige Mitarbeiter arbeiten nun bei Spielkind, 49Games und anderen deutschen Spieleentwicklern. Außerdem gründeten die ehemaligen Gesellschafter ein neues Studio in Frankfurt namens keen games.
JoWood ließ Legend of Kay 2010 von Firehazard Studio auf Nintendo DS portieren, 2015 veröffentlichte der neue Markeninhaber Nordic Games eine grafisch überarbeitete Version für Windows, Mac OS, PlayStation 3, PlayStation 4, Wii U, Switch und Xbox 360.

## Veröffentlichte Titel
- 1994: Mr. Nutz: Hoppin' Mad (Amiga)
- 1996: Tunnel B1 (DOS, PlayStation, Saturn, Windows)
- 1997: Mars Taxi (Windows)
- 1999: Janosch: Das große Panama Spiel (GBC)
- 1999: Tabaluga (GBC)
- 1999: Pumuckls Abenteuer bei den Piraten (GBC)
- 1999: Armorines: Project S.W.A.R.M. (GBC)
- 2000: Dave Mirra Freestyle BMX (GBC)
- 2000: Pumuckls Abenteuer im Geisterschloss (GBC)
- 2000: Maya the Bee: Garden Adventures (GBC)
- 2001: Die Maus: Verrückte Olympiade (GBC)
- 2001: Santa Claus Junior (GBC)
- 2002: Santa Claus Jr. Advance (GBA)
- 2005: Legend of Kay (PS2, PS3)